# Heather Kozar
Heather Kozar, född 4 maj 1976 i Akron, Ohio, USA, är en amerikansk fotomodell och skådespelare. Kozar var Playboys Playmate of the Month i januari 1998 och Playmate of the Year 1999.